# Сухоруков Олексій Анатолійович
Олексі́й Анато́лійович Сухору́ков (народився 8 січня 1973) — солдат Міністерства внутрішніх справ України.

## Життєпис
Проходив службу в полку поліції «Дніпро-1» ГУМВС України в Дніпропетровській області.
На виборах до Дніпропетровської обласної ради 2015 року балотувався від партії «Блок Петра Порошенка "Солідарність"». На час виборів проживав, на той час, у м. Дніпропетровську, був заступником командира по медичній частині полку «Дніпро-1».

## Нагороди
21 жовтня 2014 року — за особисту мужність і героїзм, виявлені у захисті державного суверенітету та територіальної цілісності України, вірність військовій присязі під час російсько-української війни, відзначений — нагороджений орденом «За мужність» III ступеня.